# Biskupi Las
Biskupi Las (niem. Bischofswald) – kompleks leśny w południowo-zachodniej Polsce, we wschodniej części Wysoczyzny Ziębickiej w Przedgórzu Sudeckim.

## Położenie
Las położony na wschód od miasta Ziębice. Jego środkiem  biegnie dawna granica  księstwa nyskiego i  ziębickiego, obecnie  województwa dolnośląskiego i  opolskiego. Południowo-zachodnią część przecina droga z Ziębic do wsi Kamiennik.

## Szlaki turystyczne
- Nowina - Bożnowice - Biskupi Las - Wilemowice leśniczówka - Kamiennik[2]
- zielony: Nowina - Rozdroże pod Mlecznikiem - Raczyce - Henryków - Skalice - Skalickie Skałki - Skrzyżowanie nad Zuzanką - Bożnowice - Ostrężna - Miłocice - Gromnik - Jegłowa - Żeleźnik - Wawrzyszów - Grodków - Żarów - Starowice Dolne - Strzegów - Rogów - Samborowice - Szklary - Wilemowice leśniczówka - Biskupi Las - Dębowiec - Ziębice[3]